# 维加拉诺-迈纳尔达
维加拉诺-迈纳尔达（義大利語：Vigarano Mainarda），是意大利费拉拉省的一个市镇。总面积42平方公里，人口7412人，人口密度176.5人/平方公里（2009年）。ISTAT代码为038022。